# Arthur Dake
Arthur William Dake (* 8. April 1910 in Portland, Oregon; † 28. April 2000 in Reno, Nevada) war ein US-amerikanischer Schachspieler.
In den 1930er Jahren gehörte Dake zu den besten Spielern seines Landes und gewann mit der Nationalmannschaft die Schacholympiaden 1931, 1933 und 1935. Danach beendete er seine professionelle Schachkarriere und trat später nur noch sporadisch in der Turnierarena auf. Im Jahr 1954 erhielt er den Titel eines Internationalen Meisters (IM), 1986 wurde er zum Großmeister ehrenhalber (HGM) ernannt.

## Leben

### Jugend
Arthur Dakes Vater William war aus Polen in die USA eingewandert. Er hieß ursprünglich Darkowski, ließ seinen Namen jedoch anglisieren. 1908 heiratete er die aus Norwegen stammende Anna Sather, mit der er zwei Kinder hatte: Arthur und dessen jüngere Schwester Lilian. Die finanziellen Verhältnisse der Familie waren angespannt. William Dake verdiente als Werftarbeiter gerade genug, um seine Familie zu ernähren. Arthur begann daher schon in jungen Jahren zu arbeiten und verdiente Geld als Zeitungsverkäufer. Im Alter von zwölf Jahren riss er von zuhause aus und fuhr nach Hollywood, wo er hoffte, die ihm aus dem Kino bekannten Filmstars zu treffen. Nach einer Woche wurde er dort mittellos von der Polizei aufgegriffen und nach Hause geschickt. Die Ehe seiner Eltern befand sich in einer Krise, was ihm sehr zu schaffen machte. Im Alter von 16 Jahren heuerte er als Schiffsjunge auf einem Handelsschiff an, das zwischen den USA und Asien verkehrte.
Nach seiner Rückkehr ging er wieder zur High School und verbrachte einen großen Teil seiner Freizeit im Christlichen Verein Junger Menschen YMCA von Portland, wo er im April 1927 die Schachregeln erlernte. Er erwies sich als talentiert und wurde zuerst von einem russischen Emigranten namens Abrikosov unterrichtet. Etwas später wurde Dake Mitglied des Portland Chess and Checkers Club, wo er schnell weitere Fortschritte machte. Im Frühjahr 1928 reiste er mit dem Zug nach Los Angeles, wo der amtierende Schachweltmeister Alexander Aljechin eine Simultanvorstellung gab. Es gelang Dake, die Partie remis zu halten, worauf er gleich nach San Francisco weiterreiste, wo zwei Tage später der nächste Auftritt Aljechins stattfand. Da sich der Erfolg des Jungen aus Oregon herumgesprochen hatte, ließ man ihn dort kostenlos mitspielen. Aljechin war aber nunmehr gewarnt und wandte seine Aufmerksamkeit ganz dieser Partie zu, die er diesmal schnell gewinnen konnte. Ab dem Sommer 1928 unternahm Dake weitere Reisen als Seemann, die ihn unter anderem nach China, auf die Philippinen und in die Sowjetunion führten.

### Professioneller Schachspieler 1929 bis 1936
Den Winter 1929 verbrachte Dake in New York City und lernte auf Coney Island den Damespieler Kenneth Grover kennen, der dort um kleine Einsätze gegen Passanten spielte. Die beiden freundeten sich an und Dake begann, um Geld Schach zu spielen, üblicherweise 25 Cent pro Partie. Grover und Dake versuchten sich auch als Betreiber eines Lokals, in dem Poker gespielt wurde, gaben dies jedoch wieder auf, nachdem sie Opfer eines bewaffneten Raubüberfalls wurden. Während Dake tagsüber seinen Lebensunterhalt mit Partien gegen schwache Spieler verdiente, besuchte er abends Schachklubs, um gegen ernst zu nehmende Gegner antreten zu können. Im Marshall Chess Club lernte er den vier Jahre jüngeren Reuben Fine kennen, mit dem ihn in den nächsten Jahren eine freundschaftliche Rivalität verband.
Im Mai 1930 gewann Dake ein Junior Masters Tournament mit 5 Punkten aus 6 Partien und ließ dabei Reuben Fine, Arnold Denker und Al Horowitz hinter sich. Dadurch qualifizierte er sich für die Staatsmeisterschaft von New York in Utica, bei der er mit 7 Punkten aus 10 Partien den dritten Platz hinter Norman Lessing und Anthony Santasiere belegte. Im Dezember 1930 gewann er die Vereinsmeisterschaft des Marshall Chess Club mit 6,5 Punkten aus 8 Partien und wurde aufgrund dieses Erfolgs in das amerikanische Team für die Schacholympiade 1931 berufen. Um die Reisekosten decken zu können, absolvierte er im Frühjahr 1931 eine Simultantournee durch Kalifornien. Im Anschluss daran spielte er ein internationales Turnier in New York, an dem auch Exweltmeister José Raúl Capablanca teilnahm. Nach Remisen in den ersten drei Runden gegen Isaac Kashdan, Herman Steiner und Abraham Kupchik traf Dake in der vierten Runde auf Capablanca. Er erreichte mit den schwarzen Steinen eine Gewinnstellung, in der Capablanca nach eigener Aussage im 37. Zug bereits die Aufgabe der Partie in Erwägung zog. Dake ließ sich dann aber zu überhasteten Zügen hinreißen, lehnte nach dem 40. Zug den Abbruch als Hängepartie ab und verlor sogar noch. Auch in späteren Runden musste Dake seiner Unerfahrenheit Tribut zollen. Er verlor gegen Landesmeister Frank Marshall, Al Horowitz sowie Isador Turover. Dieser hatte sich in der Zeitnotphase von einem Temperamentsausbruch Dakes gestört gefühlt und einen entsprechenden Protest beim Schiedsrichter eingelegt, worauf ihm der Punkt zugesprochen wurde. Mit insgesamt 3 Punkten aus 11 Partien kam Dake am Ende nur auf den geteilten 9. bis 11. Platz, Turniersieger wurde Capablanca. Sein angeschlagenes Selbstbewusstsein richtete Dake durch einen Wettkampfsieg mit 2:0 gegen Reuben Fine wieder auf.
Ende Juni 1931 reiste die aus Dake, Horowitz, Kashdan, Marshall und Steiner bestehende Olympiamannschaft per Schiff über den Atlantik nach Europa. Die Olympiade in Prag begann am 12. Juli und endete am 26. Juli mit einem Sieg des amerikanischen Teams. Dake spielte an Brett 3 und erzielte 8,5 Punkte aus 14 Partien. Bei dem Turnier traf er Weltmeister Aljechin wieder und übermittelte ihm eine Einladung zu einem Turnier im folgenden Jahr in Pasadena, die Aljechin akzeptierte. Im Anschluss an die Olympiade spielte Dake auf Einladung von George Koltanowski ein internationales Turnier in Antwerpen, bei dem sechs belgische Spieler nach Scheveninger System gegen ausländische Meister antraten. Dake gewann das Turnier mit 5 Punkten aus 6 Partien, geteilt mit den punktgleichen Akiba Rubinstein und Frederick Yates.
Nach seiner Rückkehr in die USA gab Dake wieder Simultanvorstellungen und spielte um Geldeinsätze. Wegen der Wirtschaftskrise wurde es aber zunehmend schwieriger, den Lebensunterhalt auf diese Weise zu verdienen. Im Sommer 1932 fand das Turnier in Pasadena statt. Dake gelang es, seine Partie gegen Weltmeister Aljechin zu gewinnen, was für großes Aufsehen sorgte. Allerdings verlor er zwei Partien, gegen Samuel Reshevsky und den mexikanischen Spieler José Araiza, und kam am Ende mit 6 Punkten aus 11 Partien auf den geteilten 3. bis 5. Platz.
Im März 1933 spielte Dake in New York ein Match auf 10 Partien gegen Al Horowitz, in dem er sich mit 0:4 bei 4 Remisen vorzeitig geschlagen geben musste. Im Mai fand, ebenfalls in New York, ein Qualifikationsturnier für die Olympiamannschaft statt, bei dem Dake mit 7 Punkten aus 10 Partien auf den dritten Platz hinter Reuben Fine und Albert Simonson kam und sich damit einen Platz im Team sicherte. Bei der Olympiade im englischen Folkestone konnten die Amerikaner ihren Titel verteidigen, Dake trug mit 10 Punkten aus 13 Partien an Brett 4 zu diesem Erfolg bei und erzielte prozentual das zweitbeste Ergebnis nach Frank Marshall. Unter anderem gewann er gegen Marcel Duchamp, der in der französischen Mannschaft spielte. Nach seiner Rückkehr in die USA spielte Dake ein Match gegen Reuben Fine, gegen den er bis dahin eine positive Bilanz hatte, diesmal aber mit 2:4 bei drei Remisen unterlag. Auch beim Western Open in Detroit, das kurz darauf stattfand, wurde Reuben Fine Turniersieger, während Dake sich mit Platz 3 begnügen musste. Seine Klasse im Blitzschach zeigte Dake Anfang 1934 bei einem Besuch von Alexander Aljechin im Manhattan Chess Club, als er sechs Blitzpartien hintereinander gegen den Weltmeister gewann, der angesichts der zahlreichen Kiebitze um seine Reputation zu fürchten begann. Der Abend endete jedoch versöhnlich mit einer gemeinsamen Zechtour durch New Yorker Bars.
Im Juli 1934 belegte Dake bei der Western Chess Championship in Chicago den 3. Platz, im August den mit Reuben Fine geteilten 3. bis 4. Platz bei einem internationalen Turnier in Syracuse. Beide Turniere gewann Samuel Reshevsky, der sich damit als führender Spieler der USA etablierte. Anfang 1935 erhielt Dake zusammen mit Reuben Fine und Herman Steiner eine Einladung zu einem Turnier in Mexiko-Stadt. Die drei Amerikaner erwiesen sich den mexikanischen Spielern als klar überlegen und teilten sich mit 11 Punkten aus 12 Partien die ersten drei Plätze. Im Juni spielte Dake in Los Angeles ein Match gegen Herman Steiner um den Titel des Champion of the Pacific Coast, das er mit 4:1 bei einem Remis gewinnen konnte. 1935 empfahl sich Dake durch einen 2. Platz hinter Reuben Fine beim Western Open in Milwaukee erneut für die Olympiamannschaft. Die Olympiade fand in Warschau statt und endete zum dritten Mal in Folge mit einem Sieg des amerikanischen Teams, obwohl Samuel Reshevsky wegen anderer Verpflichtungen nicht teilnahm. Dake, dessen Vater kurz zuvor verstorben war, fühlte sich besonders motiviert, im Land seiner Vorfahren gut abzuschneiden. Er erzielte an Brett 4 mit 15,5 Punkten aus 18 Partien ein herausragendes Ergebnis. Auf der Rückfahrt über den Atlantik lernte er seine spätere Frau Helen Girard (* 24. November 1908 auf Long Island als Helen Katherine Gerwatowski) kennen, die in Polen Verwandte besucht hatte. Sie heirateten nur wenige Wochen später, am 14. November 1935, in New York. Trauzeugen waren Al Horowitz und Carolyn Marshall, die Ehefrau von Frank Marshall.
1936 befand sich seine Spielstärke auf dem Höhepunkt, seine historische Elo-Zahl betrug zu dieser Zeit 2655. Im April 1936 begann in New York das erste offizielle Turnier um die Landesmeisterschaft der USA. Frank Marshall, der seinen Titel bisher stets in Wettkämpfen gegen einzelne Herausforderer verteidigt hatte, trat freiwillig zurück, um der neuen Generation Platz zu machen. Es wurde als Rundenturnier mit 16 Teilnehmern ausgetragen. Vorqualifiziert waren Reuben Fine, Al Horowitz, Isaac Kashdan, Alexander Kevitz, Abraham Kupchik, Samuel Reshevsky und Herman Steiner sowie Dake selbst, die restlichen Teilnehmer mussten sich über eines von insgesamt vier regionalen Ausscheidungsturnieren qualifizieren. Er machte sich große Hoffnungen auf den Titel und das Preisgeld von 600 US-Dollar. Nach der 9. Runde führte er mit 7 Punkten die Tabelle an, aber dann verlor er gegen den späteren Turniersieger Samuel Reshevsky. Er wählte mit Schwarz gegen das Damengambit eine Variante mit frühem Damentausch und versuchte, die Stellung zu vereinfachen, geriet aber in Entwicklungsnachteil, was schließlich zu entscheidendem Materialverlust führte. Dake konnte diesen Rückschlag nicht verkraften. Er verlor im weiteren Turnierverlauf noch zwei weitere Partien, in der 12. Runde gegen Herman Steiner und in der 13. Runde gegen George Treysman. Am Ende landete Dake mit 9 Punkten aus 15 Partien nur auf dem für ihn enttäuschenden geteilten 6. bis 7. Platz. Im Herbst 1936 nahm er beim American Chess Federation Congress in Philadelphia einen weiteren Anlauf auf einen nationalen Titel. Seine Chancen standen gut, weil sowohl Reuben Fine als auch Samuel Reshevsky zu dieser Zeit in Europa spielten. Er führte bis zur letzten Runde, verlor dann jedoch die entscheidende Partie gegen Donald H. Mugridge, worauf er nur den 2. Platz hinter Al Horowitz erreichte.

### Berufstätigkeit und gelegentliches Schachspielen 1937 bis 1972
Nach diesen relativen Misserfolgen versuchte Dake, sich eine Existenz mit geregeltem Einkommen aufzubauen. Zunächst bekam er durch Vermittlung von Professor Arpad Elo eine Stelle als Schachlehrer an öffentlichen Schulen in Milwaukee. Am 17. April 1937 wurde seine Tochter Marjorie geboren. Kurz darauf zog die junge Familie in Dakes Heimatstadt Portland. Dort versuchte sich Dake in den folgenden Jahren in verschiedenen Berufen, unter anderem als Tankwart und Versicherungsvertreter. Im Frühjahr 1938 nahm er in New York nochmals an der Landesmeisterschaft teil, kam aber nur auf den 6. Platz. Von Herbst 1943 bis Oktober 1945 diente er als Militärpolizist, danach erhielt er eine Stelle als Fahrprüfer.
Obwohl er schachlich kaum noch aktiv war, wurde er für einen Wettkampf gegen die Sowjetunion, der im September 1946 in Moskau stattfand, in die Nationalmannschaft berufen. Das amerikanische Team (Reshevsky, Fine, Denker, Horowitz, Kashdan, Steiner, Kevitz, Dake, Ulvestad, Pinkus und Adams) legte auf dem Hinweg einen Zwischenstopp in Stockholm ein und spielte dort in einem Blitzturnier gegen die besten schwedischen Spieler. Obwohl das in Europa übliche Blitzspiel mit Schachuhr für ihn ungewohnt war, weil in den USA überwiegend 10-Sekunden-Ansageblitz gespielt wurde, belegte Dake den geteilten 2. bis 3. Platz hinter Samuel Reshevsky. In Moskau wurde die amerikanische Mannschaft begeistert empfangen. Der doppelrundige Wettkampf fand im Säulensaal des Hauses der Gewerkschaften vor über 1500 Zuschauern statt, als Schiedsrichter fungierte Exweltmeister Max Euwe. Dake spielte zweimal remis gegen Andor Lilienthal, die sowjetische Mannschaft gewann den Wettkampf mit 12,5:7,5. Für Helen Dake, die ihren Mann begleitete, erwies sich die Reise als Enttäuschung. Sie bat die sowjetischen Behörden, ihr einen Besuch bei ihren polnischen Verwandten zu ermöglichen. Zwar flog man sie daraufhin nach Warschau, wegen der chaotischen Lage in der vom Krieg zerstörten Stadt erlaubte man ihr jedoch nicht, sich dort frei zu bewegen, sodass sie unverrichteter Dinge zurückkehren musste.
In den folgenden Jahren spielte Dake neben seiner beruflichen Tätigkeit nur wenige regionale Turniere. 1948 gewann er das Oregon Open, 1949 das Pacific Northwest Masters. In der ersten Elo-Liste, die im November 1950 von der United States Chess Federation veröffentlicht wurde, hatte Dake ein Rating von 2598 und den Rang eines Senior Master.
Im Februar 1950 nahm er am Radio-Wettkampf USA gegen Jugoslawien teil und verlor 0,5:1,5 gegen Stojan Puc. 1952 gewann er zwei kleinere Turniere, das Oregon Open und das von George Koltanowski organisierte Pacific International in San Francisco, und nahm an dem von Herman Steiner ausgerichteten Hollywood International in Beverly Hills teil. Dort gelangen ihm Remisen gegen Turniersieger Svetozar Gligoric und den Zweitplatzierten Arturo Pomar; insgesamt kam er mit 5 Punkten aus 9 Partien auf den geteilten 4. bis 5. Platz. Im Jahr 1953 gewann er erneut das Oregon Open und spielte das US Open in Milwaukee, in dem er 7,5 Punkte aus 12 Partien erzielte. Im Sommer 1954 reiste er in seine frühere Wahlheimat New York und nahm als Ersatzspieler am Wettkampf USA gegen die Sowjetunion teil. Dabei kam er nur in einer Partie zum Einsatz, nachdem Arnold Denker dreimal gegen David Bronstein verloren hatte und um eine Auszeit bat. Auch Dake musste sich Bronstein geschlagen geben. Die sowjetische Mannschaft gewann deutlich mit 20:12. 1955 nahm Dake erneut am US Open teil, das diesmal in Long Beach stattfand, und kam mit 8 Punkten aus 12 Partien auf den 11. Platz unter 156 Teilnehmern.
Nachdem er 1958 und 1959 nochmals das Oregon Open gewinnen konnte, zog sich Dake komplett aus der Turnierarena zurück. Er arbeitete weiterhin als Fahrprüfer und nahm bis zu seiner Pensionierung 1973 über 70.000 Prüfungen ab. In seiner Freizeit wandte er sich dem Bridgespiel zu.

### Comeback im Alter 1973 bis 1989
1973 tauchte er völlig überraschend beim Lone Pine Open auf und erzielte dort 2,5 Punkte aus 7 Runden, darunter ein Remis gegen Lubomir Kavalek. 1974 spielte er erneut in Lone Pine, diesmal verbesserte er sein Ergebnis mit 4 Punkten aus 7 Runden. Dabei besiegte er Großmeister Levente Lengyel und remisierte mit Julio Kaplan. Nach einem mit Yasser Seirawan geteilten 1. Platz beim Oregon Open 1974 beschloss er, nochmals ein internationales Turnier im Ausland zu spielen. Im Februar 1975 besuchte er Trondheim, die Heimatstadt seiner Mutter, und spielte anschließend in Sandefjord ein neunrundiges Turnier, in dem er mit 4 Punkten auf den 7. Platz kam. Auch in Lone Pine nahm er 1975 erneut teil und kam auf 3,5 Punkte aus 10 Partien, dabei gelang ihm ein Remis gegen Turniersieger Wladimir Liberson. 1976 war das Lone Pine Open mit einem Preisgeld von $ 8000 für den Sieger eines der bestbesetzten Turniere des Jahres. Dake erreichte mit 5,5 Punkten aus 12 Runden abermals ein beachtliches Ergebnis und gewann eine Partie gegen Kenneth Rogoff. Ein Jahr später musste er jedoch seinem Alter Tribut zollen, konnte erstmals bei einer Teilnahme in Lone Pine keine Partie gewinnen und kam auf 5 Remisen bei 4 Niederlagen. Daraufhin zog sich Dake erneut für einige Jahre vom Turnierspiel zurück.
1987 fand in seiner Heimatstadt Portland das US Open statt, zu dem er als Ehrengast eingeladen wurde. Er beschloss, sich noch einmal in die Arena zu wagen, und brachte sich durch einen geteilten 1. Platz beim kurz vorher in San Diego ausgetragenen US Senior Open in Form. Im US Open kam er dann auf respektable 8 Punkte aus 12 Partien. Dadurch angespornt spielte er noch drei weitere Turniere und galt zu dieser Zeit als ältester aktiver Großmeister der Welt. Beim American Open 1987 in Los Angeles erreichte er 3,5 Punkte aus 8 Partien, beim New York Open 1988 kam er auf 3 Punkte aus 8 Partien und konnte mit Kamran Shirazi einen Internationalen Meister besiegen. Sein letztes Turnier war das American Open in Los Angeles 1989, wo ihm mit 5 Punkten aus 9 Partien ein positives Ergebnis gelang.

### Letzte Jahre
1991 wurde er in die US Chess Hall of Fame aufgenommen. Am 1. April 1994 verstarb seine Frau Helen, mit der er 58 Jahre verheiratet gewesen war. In der Schachzeitschrift Chess Life schrieb er einen bewegenden Nachruf auf sie.
Bis zu seinem Lebensende war er an Schachereignissen interessiert, so besuchte er als Zuschauer die FIDE-Weltmeisterschaft 1999 in Las Vegas. Zur Feier seines 90. Geburtstages veranstaltete der Portland Chess Club am 8. April 2000 ein Gala-Dinner. Am Abend vor seinem Tod spielte Dake Black Jack in einem Spielcasino in Reno, Nevada.

## Persönlichkeit und Spielstil
Dake lernte das Schachspiel erst verhältnismäßig spät, im Alter von 17 Jahren. Obwohl er keine fundierte schachliche Ausbildung erhielt, stieg er sehr schnell zu einem der besten Spieler in den USA auf, was für sein großes Talent spricht. Arnold Denker, der Dake persönlich gut kannte und sich bei der FIDE für die Verleihung des Großmeistertitels ehrenhalber starkgemacht hatte, widmete ihm ein eigenes Kapitel in seinem Buch The Bobby Fischer I knew and other stories, in dem er Dake als „amerikanisches Original“ bezeichnete und seine schachliche Auffassungsgabe mit der von Bobby Fischer verglich. In seinen Turnierpartien brauchte er oft nur wenig Bedenkzeit. Allerdings fehlte ihm die Fähigkeit, systematisch an der Verbesserung seiner Schwächen zu arbeiten. Er spielte überwiegend Eröffnungen, die zu seiner Zeit noch wenig ausgearbeitet waren, wie die Englische Eröffnung und die Sizilianische Verteidigung, und vertraute auf seine Fähigkeit zur Improvisation. Er galt als sehr stark im Endspiel, überzog allerdings gelegentlich seine Stellung durch zu optimistische Gewinnversuche. Niederlagen machten ihm schwer zu schaffen, in mehreren Turnieren begann er gut und baute gegen Ende stark ab.
Ein Bericht in der Schachzeitschrift The Chess Review 1933 charakterisierte ihn als einen Spieler, dessen Stil großes Aufsehen in Schachkreisen erregt habe, der ein hervorragender Blitzspieler sei und in Turnierpartien Weltklassespieler besiegen, an schlechten Tagen allerdings auch gegen zweitklassige Spieler verlieren könne.
Fred Reinfeld schrieb in einem Vorbericht zur Landesmeisterschaft 1936, dass Dake zu Beginn seiner Karriere zu sehr auf taktische Tricks gespielt habe, was mit einer gewissen Oberflächlichkeit der Stellungseinschätzung einhergegangen sei. Im Turnier von New York 1931 habe er in seinen Partien nur zwischen 30 und 45 Minuten Bedenkzeit verbraucht. Dakes Charakter schätzte Reinfeld als impulsiv und undiszipliniert ein. Allerdings habe er seit dem Turnier von Pasadena 1932 große Fortschritte gemacht, er spiele solider und nicht mehr so überhastet. Sein Spiel sei einfallsreich und insbesondere gegen schwächere Spieler sehr effektiv. Reinfeld hielt ihn zu diesem Zeitpunkt für den viertbesten Spieler der USA nach Reuben Fine, Samuel Reshevsky und Isaac Kashdan.
Die wohl bekannteste Partie von Dake ist sein Sieg gegen den damaligen Weltmeister:
Arthur Dake – Alexander Aljechin, Pasadena 1932
|   | a | b | c | d | e | f | g | h |   |
| 8 |   |   |   |   |   |   |   |   | 8 |
| 7 |   |   |   |   |   |   |   |   | 7 |
| 6 |   |   |   |   |   |   |   |   | 6 |
| 5 |   |   |   |   |   |   |   |   | 5 |
| 4 |   |   |   |   |   |   |   |   | 4 |
| 3 |   |   |   |   |   |   |   |   | 3 |
| 2 |   |   |   |   |   |   |   |   | 2 |
| 1 |   |   |   |   |   |   |   |   | 1 |
|   | a | b | c | d | e | f | g | h |   |

Stellung nach 24. Sf3–g5
1. e2–e4 c7–c6 2. d2–d4 d7–d5 3. e4xd5 c6xd5 4. c2–c4 Sg8–f6 5. Sb1–c3 Sb8–c6 6. Sg1–f3 ist der Panow-Angriff der Caro-Kann-Verteidigung. Aljechin hatte diese Variante zuvor zusammen mit Dake analysiert und spielte nun einen neuen Zug, der sich als nicht gut erwies: 6. … Lc8–e6 7. c4–c5 g7–g6 8. Lf1–b5 Lf8–g7 9. Sf3–e5 Dd8–c8 10. Dd1–a4 Le6–d7 11. 0–0 0–0 12. Lc1–f4 a7–a6 13. Lb5xc6 b7xc6 14. Tf1–e1 Sf6–h5 15. Lf4–d2 Ta8–a7 16. Te1–e2 Ld7–e8 17. Ta1–e1 f7–f5. Der letzte schwarze Bauernzug ist ein Fehler. Nach Ansicht von Reuben Fine hätte Schwarz mittels 17. … g5 eine spielbare Stellung erreichen können. Nach 18. Se5–f3 Sh5–f6 19. Te2xe7 Ta7xe7 20. Te1xe7 f5–f4 versuchte Aljechin, durch Bauernopfer zu Gegenspiel zu kommen. 21. Ld2xf4 Sf6–e4 22. Lf4–e5 Lg7–h6 23. Sc3xe4 d5xe4 24. Sf3–g5, jetzt kann der Springer nicht ohne großen Nachteil geschlagen werden. Auf 24. … Lxg5 gibt Dake 25. Tg7+ Kh8 26. Tc7+ mit Damengewinn an. Noch besser allerdings ist 26. Db3 und Matt in wenigen Zügen. 24. … Dc8–f5 25. Da4–b3+ Le8–f7 26. Sg5xf7 Tf8xf7 27. Te7xf7 Df5xf7 28. Db3–b8+ Df7–f8 29. d4–d5: der entscheidende Durchbruch. Wenn der Bauer genommen wird, läuft der c-Bauer durch.29. … e4–e3 30. f2–f4 Df8xb8 31. Le5xb8 Kg8–f7 32. d5xc6 Kf7–e8 33. b2–b4 g6–g5 34. g2–g3 g5xf4 35. g3xf4 Ke8–d8 36. a2–a4 Kd8–c8 37. Lb8–d6 Lh6–g7 38. Kg1–f1 1:0